# 1263 Varsavia
1263 Varsavia је астероид главног астероидног појаса. Приближан пречник астероида је 49,29 ,
а средња удаљеност астероида од Сунца износи 2,666 астрономских јединица (АЈ).
Инклинација (нагиб) орбите у односу на раван еклиптике је 29,270 степени, а орбитални период износи 1590,211 дана (4,353 године). Ексцентрицитет орбите астероида износи 0,187.
Апсолутна магнитуда астероида износи 10,50 а геометријски албедо 0,045.
Астероид је откривен 23. марта 1933. године.